# 표창 (상)

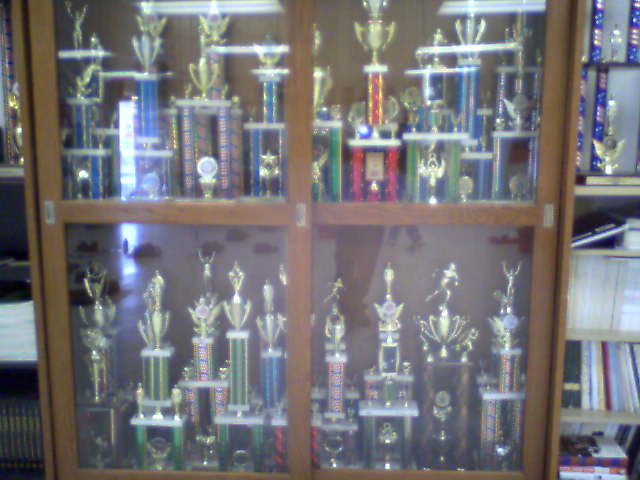

표창(表彰)은  선행 · 공로 · 성과 등 실적에 대해 칭송하는 것을 말한다. 특히, 특정 분야에서 우수성을 인정받은 사람에게 주어지는 것이다. 광의의 의미로는 국가가 공로자에 대해 작위, 훈장, 포상 등을 수여하는 것도 포함한다. 주요 표창을 수여하는 주체로는 국가 및 지방 공공 단체, 기업, 공익 법인, 협회 등이다.

## 같이 보기
- 상 (표창)
- 칭호
- 데코레이션
- 훈장